# Тришевський Анатолій
Анатолій Тришевський (псевдо Валентин Коваль; 14 травня 1912, м. Херсон  — 17 квітня 1989, шт. Флорида, США) — український журналіст, громадський діяч, учасник протинімецького та протирадянського підпілля.

## Життєпис
Народився 14 травня 1912 року у місті Херсон в сім"ї вчителів. Закінчив технічний університет.
Учасник підпілля Організації українських націоналістів з 1941 року. Від 20 вересня 1941 року — заступник головного редактора газети «Голос Дніпра»
Восени 1942 року був заарештований гестапо і 25 грудня відправлений до Табору цивільного населення СД на станції Грейгово Миколаївського району. У червні 1943 року, разом з групою інших в'язнів-оунівців, Тришевського було відправлено до Бухенвальду (табірний номер 25362). 
Весною 1945 втікає з етапу і після завершення війни залишається на територій Німеччини, підконтрольній союзникам. Разом з Юліаном Войтовичем («Ярославом Степовим») починає діяльність, спрямовану на захист українців проти примусового вивезення до СССР.
1947 в Авгсбурзі у видавництві «Пу-Гу» побачила світ збірка новел «Капелюх і репатріяція» під псевдонімом Коваль Валентин.
1948 року у тій же друкарні виходить книга «Ми українці!».
Згодом переїжджає до США. Тут стає активним діячем Спілки української молоді. На І Установчому конгресі (1950) обраний референтом преси, на ІІ (1951), ІІІ (1952), V (1954) — обраний референтом преси й інформації, на IV конгресі (1954) — Членом головної Управи СУМ. Анатолій Тришевський заснував «СУМ-фільм», редагував сторінку СУМу «Шлях молоді» у газеті «Свобода», а також сумівські журнали «Крила», «Місія України» та «Бюлетень Головної Управи СУМ».
1951 року побачила світ збірка «Злочин Москви у Вінниці», присвячена подіям 1943 року, коли було знайдено місця масового поховання жертв Великого терору 1937—1938 років.
1952 року вийшла книга на тему українсько-російських відносин під назвою «Не дискутувати, а викривати!».
1964 року обраний головою Світової ради Спілки визволення України.
За підпільну і активну діяльність у СУМі, СВУ та ОУН президія Світової ради нагородила його почесною грамотою і золотою медаллю Т. Шевченка.

## Вшанування пам'яті
2019 року його донька Оксана Коваль-Лапчук у видавництві «Sanburypress» (Механіксбург, США) видрукувала книжку «The Journalist. A Holocaust Story», де були зібрані родинні спогади й окремі частини із попередніх книжок.